# Eduard Arnold Martin
Eduard Arnold Martin (Heidelberg, 22 aprile 1809 – Berlino, 5 dicembre 1875) è stato un ginecologo tedesco.

## Biografia
Inizialmente studente di giurisprudenza, studiò poi medicina all'Università di Heidelberg (1830-31), dove i suoi istruttori erano Maximilian Joseph von Chelius e Franz Naegele. Proseguì gli studi presso l'Università di Jena e conseguì il dottorato nel 1833 all'Università di Gottinga con la tesi "De lithogenesi praesertim urinaria". Dopo un lungo viaggio di studio a Praga, Vienna, Berlino, Inghilterra e Francia, ottenne la sua abilitazione a Jena nel 1835.
Nel 1837 divenne professore associato presso l'Università di Jena, dove durante l'anno seguente fu nominato sottodirettore dell'ospedale universitario di maternità. Nel 1846 divenne professore ordinario e direttore dell'ospedale di maternità. Nel 1858 si trasferì a Berlino come successore di Dietrich Wilhelm Heinrich Busch come direttore dell'ospedale di maternità della Charité. A Berlino stabilì anche un dipartimento di ginecologia. Tra i suoi studenti e assistenti più noti c'erano Robert Michaelis von Olshausen e Adolf Gusserow.
Nel 1873 fondò la Gynäkologische Gesellschaft a Berlino.